# Panama na Letnich Igrzyskach Olimpijskich 1968
Panamę na Letnich Igrzyskach Olimpijskich 1968 reprezentowało szesnastu zawodników. Był to 6. start reprezentacji Panamy na Letnich Igrzyskach Olimpijskich.

## Skład kadry

### Koszykówka
Mężczyźni
- Calixto Malcon, Davis Peralta, Eliécer Ellis, Ernesto Agard, Francisco Checa, Julio Osorio, Luis Sinclair, Nicolas Alvarado, Norris Webb, Pedro Rivas, Percibal Blades, Ramón Reyes - 12. miejsce

### Podnoszenie ciężarów
Mężczyźni
- Guillermo Boyd - waga kogucia - niesklasyfikowany
- Ildefonso Lee - waga piórkowa - 12. miejsce

### Zapasy
Mężczyźni
- Wanelge Castillo - waga musza, styl wolny - niesklasyfikowany
- Severino Aguilar - waga lekka, styl wolny - niesklasyfikowany